# Cable apantallado

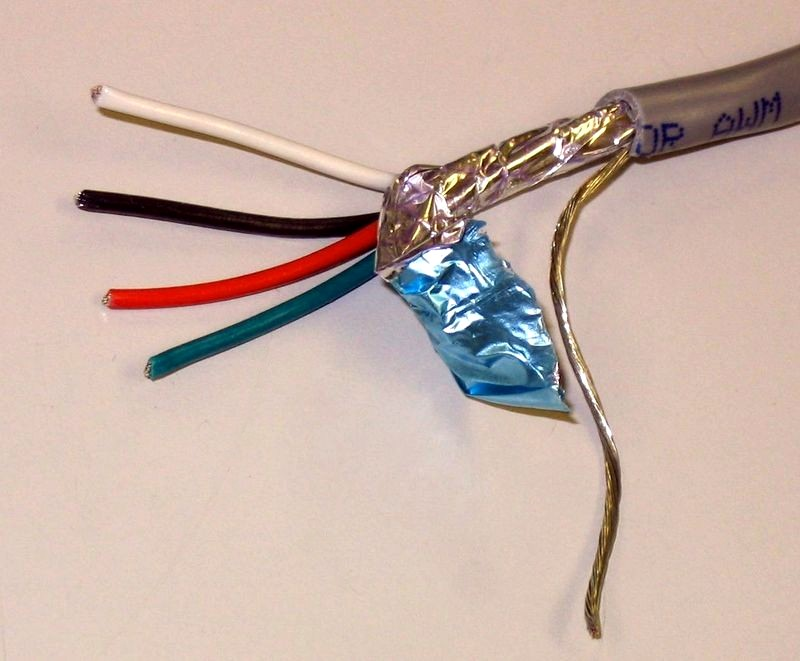
Cable apantallado de 4 conductores con pantalla metálica y alambre de drenaje.

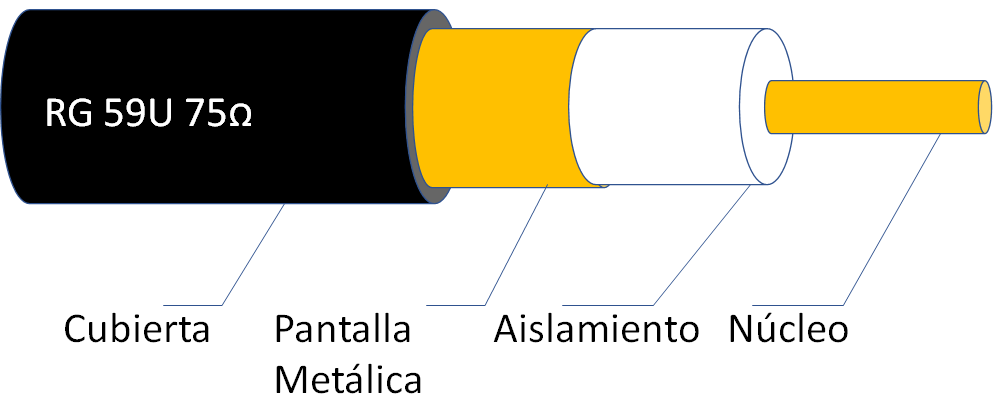
Coaxial, pantalla metálica

Se llama cable apantallado o cable blindado a un cable eléctrico de uno o más conductores aislados recubierto por una capa conductora común. Esta capa actúa de jaula de Faraday para evitar el acoplamiento de ruidos y otras interferencias, tanto del entorno hacia el cable, como del cable al entorno.
La pantalla no tiene por qué ser única, y un cable puede contener en su interior varios conductores apantallados, para evitar diafonía entre ellos.
Los cables de conexión de los micrófonos en equipos de audio son cables apantallados que evitan que los ruidos (eléctricos) ambientales se acoplen a la entrada del amplificador. 
Para que la pantalla sea efectiva debe conectarse a masa sólo en un extremo del cable, para evitar que por ella circule corriente que podría acoplarse a los hilos de señal, produciendo un efecto contraproducente. Esta es otra diferencia con el coaxial, en el cual sí debe conectarse.

## Cable de alta tensión
No se debe confundir el cable apantallado con el cable de alta tensión, ya que este último es un cable coaxial usado como línea de transmisión caracterizada por su impedancia característica, constante de propagación, etc., mientras que el cable apantallado no lo es. Un cable apantallado puede ser de control, datos, medición, servomotor, bus, motor, coaxial o robótico. Dispone de una malla o pantalla que le permite evitar interferencias electromagnéticas. Existen además, diferencias entre el apantallamiento de un cable con flexión lineal y el de un cable robótico. El primero dispone de un apantallamiento trenzado, mientras que el segundo dispone de una malla helicoidal.

## Cable antiparasitario
Los cables antiparasitarios de los automóviles, también lo son, pero, en este caso, lo que se trata de evitar es la radiación producida por los pulsos de alta corriente de la bobina de encendido. 

## Factor de reducción
El factor de reducción es un apantallamiento de gran eficacia empleado para proteger señales pequeñas de grandes inducciones,  como la línea aérea de contacto en ferrocarriles de alta velocidad.
Los cables de comunicaciones y los que transportan señales de control como los de señalización, se protegen de la señal de alimentación del tren mediante los llamados factores de reducción.  Se trata de dos flejes metálicos dispuestos alrededor del cable que impiden que inducciones externas como suministros de 50Hz se induzcan en los conductores internos.  Estos factores de reducción suelen tener valores de 0,3 o 0,1,  evitando que líneas de alta tensión afecten a las comunicaciones y resto de dispositivos.

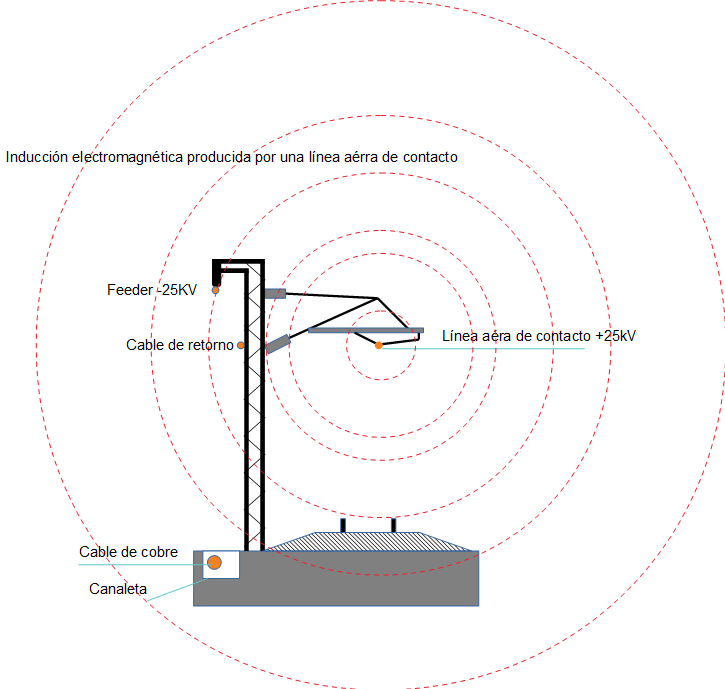
Catenaria, inducción en cables y elementos metálicos